# Chatelherault Hunting Lodge

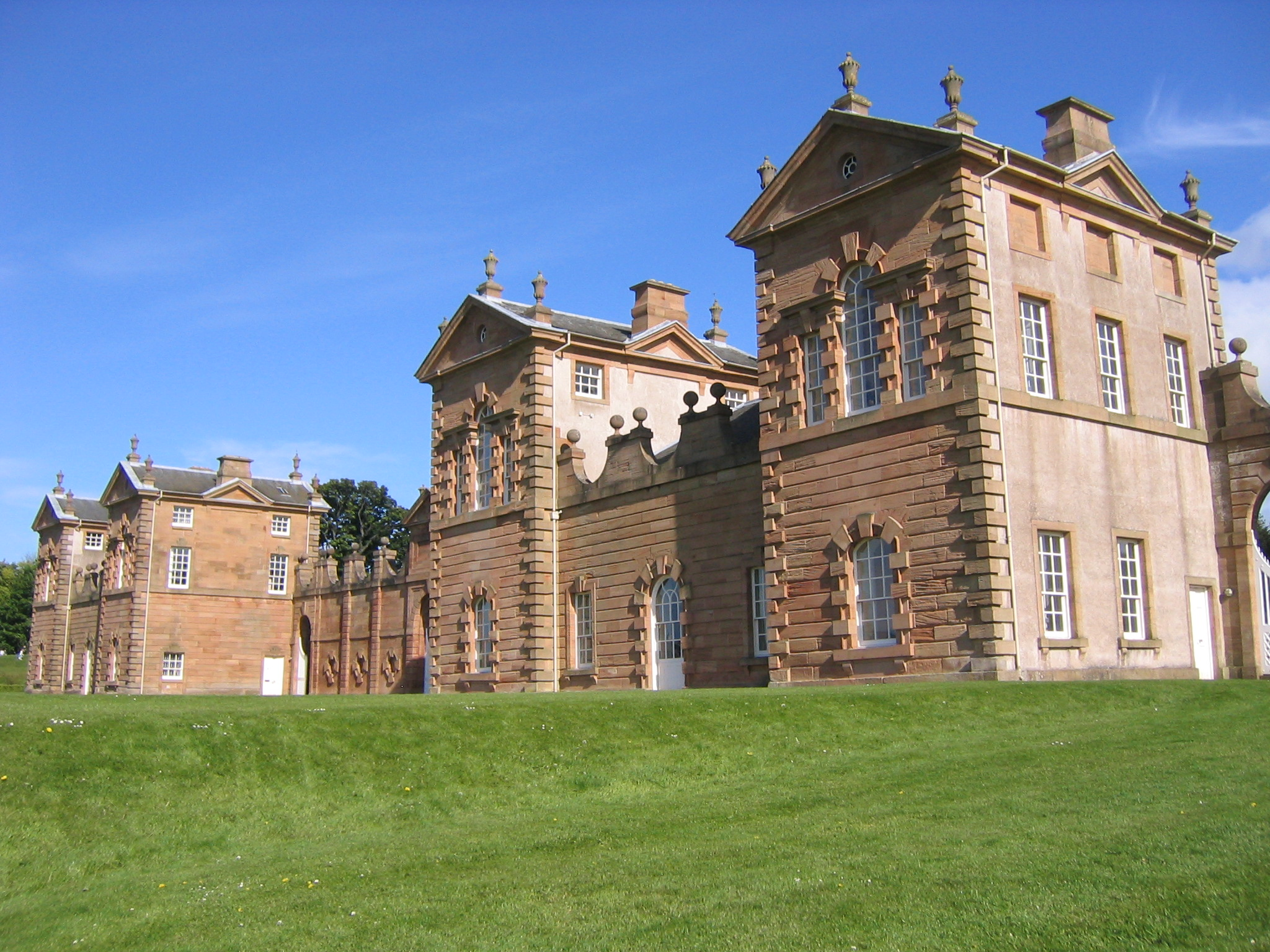
Chatelherault Hunting Lodge

Die Chatelherault Hunting Lodge, auch Duke of Hamilton’s Hunting Lodge, ist ein Jagdschloss in Schottland Der Barockbau liegt rund einen Kilometer südöstlich der Stadt Hamilton in der Council Area South Lanarkshire. 1971 wurde das Bauwerk in die schottischen Denkmallisten in der höchsten Denkmalkategorie A aufgenommen. Das Gesamtanwesen ist im schottischen Register für Landschaftsgärten verzeichnet. In fünf von sechs Kategorien wurde das höchste Prädikat „herausragend“ verliehen.

## Geschichte
Die Dukes of Hamilton residierten seit 1695 im nahegelegenen Hamilton Palace. James Douglas-Hamilton, 5. Duke of Hamilton ließ die Chatelherault Hunting Lodge im Jahre 1732 nach einem Entwurf des schottischen Architekten William Adam erbauen. Er benannte das Gebäude nach einem Schloss im französischen Châtellerault, wo Hamilton einen Herzogstitel besaß. Eine Überlieferung besagt, dass der Duke das Schloss nach einem Streit mit einem französischen Adligen über die Kunstfertigkeit schottischer und französischer Architektur erbauen ließ. Hamilton soll das Schloss als Hundehütte bezeichnet haben, um zu zeigen in welch prunkvollen Bauwerken sogar Hunde in Schottland leben. Auch Adam bezeichnete das Bauwerk in seinem Werk Vitruvius Scoticus als Hundehütte. Die tatsächlichen Hundezwinger befanden sich hinter dem Ostpavillon.
Das Schloss erfüllte verschiedene Zwecke. So diente es sowohl als Jagdschloss als auch als Veranstaltungsort für Festbankette. Außerdem kann die Chatelherault Hunting Lodge mit ihrer Lage am Ende des südlichen Allee des Hamilton Palace als Folly betrachtet werden. Der Westpavillon beherbergte Räumlichkeiten, die einen Rückzug aus dem Treiben des Palastes erlaubten. Ab 1876 wurde das Schloss als Wohnresidenz genutzt. Bereits zu Bauzeiten wurde mit der Anlage der ersten Gärten begonnen. Der einbettende Chatelherault Country Park, der weitläufige Ländereien zwischen dem rechten Ufer des Avon Water und Hamilton einnimmt, wurde ab 1777 entwickelt. Obschon er im Laufe der Jahrhunderte mehrfach überarbeitet wurde, ist sein zugrundeliegendes Muster bis heute intakt.
Im Bereich des Wildparks wurden in den 1880er Jahren Sand und Kies abgebaut. Des Weiteren wurde Kohlebergbau unter der Anlage betrieben. Nach einem Brand im Jahre 1945 stand das Schloss lange Zeit leer. Nach dem Ableben von Douglas Douglas-Hamilton, 14. Duke of Hamilton vermachte die Familie die Ländereien 1976 dem Staat. Weitere Teile wurden 1978 und 1984 aufgekauft. Im Juli 1987 wurde ein großer Teil des instandgesetzten Chatelherault Country Parks der Öffentlichkeit zugänglich gemacht. Die restaurierte Chatelherault Hunting Lodge befindet sich im Besitz der Kommune.